# Directiva sobre créditos hipotecarios
La Directiva sobre créditos hipotecarios de 2014 es una Directiva de la Unión Europea para la regulación de los contratos de crédito (préstamos hipotecarios o créditos hipotecarios) acordados por los prestamistas (entidades bancarias vendedoras de créditos) con los consumidores para la compra de bienes inmuebles de uso residencial.
Fue adoptada por la Comisión Europea el 4 de febrero de 2014 y los Estados miembros tenían que transponer los reglamentos en su legislación nacional antes de marzo de 2016. La Directiva de la Unión Europea introduce un marco europeo de normas de conducta para las entidades financieras que venden hipotecas para viviendas residenciales. El objetivo de la Directiva es crear un mercado de créditos hipotecarios en toda la Unión, con un alto nivel de protección al consumidor.

## Objetivo de la directiva sobre créditos hipotecarios de 2014
La Directiva sobre créditos hipotecarios establece normas comunes en el mercado inmobiliario residencial de la Unión Europea con el objeto de informar mejor a los clientes sobre los costos reales de un préstamo hipotecario, para que los consumidores, clientes de las entidades bancarias, puedan comparar mejor entre los competidores y reflexionar sobre el contrato hipotecario antes de su firma definitiva. Introduce medidas para proteger mejor a los clientes de hipotecas de prácticas injustas, cláusulas abusivas y engañosas. La Directiva es un cuerpo legislativo que abarca todos los préstamos hipotecarios a los consumidores. Los acuerdos de crédito relativos a los bienes inmuebles residenciales para fines comerciales quedan fuera del alcance de la legislación.

## Desarrollo de la directiva sobre créditos hipotecarios
En marzo de 2003, la Comisión Europea inició un proceso para identificar y evaluar el impacto de las barreras al mercado interno para los créditos hipotecarios residenciales. En diciembre de 2007, la Comisión Europea adoptó un Libro Blanco sobre la integración de los mercados de crédito hipotecario de la UE. Establecieron un Grupo de Expertos sobre Historial de Crédito para preparar medidas para mejorar los datos crediticios. La crisis financiera de 2008 reveló una serie de problemas existentes en el mercado de créditos hipotecarios de viviendas residenciales. Estos problemas se relacionaban con la irresponsabilidad en los préstamos y la concesión de créditos y con las posibilidades de que los participantes en el mercado se comportaran mal. El 4 de marzo de 2009, la Comisión ha propuesto medidas en su informe "Impulsar la recuperación europea" con el objeto de crear mercados responsables para el futuro y restablecer la confianza de los consumidores en el mercado inmobiliario residencial. En marzo de 2011, la Comisión Europea adoptó la propuesta de una Directiva sobre los contratos de crédito para la compra de vivienda. En febrero de 2014, se adoptó la Directiva sobre crédito hipotecario 2014/17/UE con un período de aplicación por los Estados miembros hasta marzo de 2016.

## Requisitos de documentación y divulgación previa a la venta

### Hoja Informativa Europea Normalizada - HIEN-ESIS
El Reglamento exige que los vendedores de hipotecas directas e indirectas proporcionen al cliente una Hoja Informativa Europea Normalizada (en inglés 'European Standardised Information Sheet' - ESIS), en la que se expongan con claridad al consumidor (cliente) las características y los riesgos principales del contrato hipotecario antes del cierre del contrato. En muchos países ya existe un documento que divulga la información relativa al contrato hipotecario, pero la 'ESIS' amplía y aclara esta información. En el ESIS se incluye:
- el derecho a un período de reflexión de siete días y
- la información relativa al posible impacto de los cambios en los tipos de interés.

Además, el ESIS establece una Tasa de Porcentaje Anual de Cobro (APRC) y proporciona ejemplos de pagos mensuales en el caso de que la tasa de interés se eleve al nivel más alto de los últimos 20 años. El 'ESIS' debe emitirse con tiempo suficiente antes de la conclusión del contrato de crédito, para que el cliente pueda comparar y reflexionar sobre el contrato hipotecario y pueda pedir asesoramiento a terceros.

### Tasa de Porcentaje Anual de Cobro (TPAC-APRC)
La Directiva incluye una fórmula que debe ser utilizada para presentar al cliente la Tasa de Porcentaje Anual de Cobro TPAC (en inglés Annual Percentage Rate of Charge APRC). El TPAC permite a los clientes supervisar los costes globales del contrato de hipoteca y comparar mejor entre las diferentes ofertas.

### Obligaciones de los prestamistas y de los Estados
La Directiva recoge exigencias tanto a los prestamista como a los Estados para su transpoción:
- Ofertas vinculantes, no condicionales. Normas específicas para las prácticas de vinculación, que es la práctica por la cual un conjunto de productos o servicios debe ser adquirido junto con el contrato de crédito. La combinación de los contratos de crédito con otros productos o servicios financieros es un medio para que los acreedores se diversifiquen y compitan con otros acreedores. Sin embargo, puede afectar negativamente a la movilidad de los clientes si los productos no pueden comprarse por separado. Por lo tanto, la Directiva ayuda a evitar las prácticas de vinculación que no redundan en beneficio del cliente, sin restringir la agrupación de productos que puede ser beneficiosa para el cliente hipotecario.
- Período de reflexión de 7 días para los consumidores o prestatarios.
- Valoraciones fiables de la propiedad. Los Estados miembros deberían velar por que se establezcan normas de valoración fiables para valorar adecuadamente los bienes inmuebles residenciales antes de la concertación del acuerdo de crédito. Estas normas de valoración deberían incluir normas de valoración reconocidas internacionalmente, como las elaboradas por el Comité Internacional de Normas de Valoración, el Grupo Europeo de Asociaciones de Tasadores o la Real Institución de Agrimensores Colegiados.
- Hipotecas en moneda extranjera. La Directiva propone ciertas medidas de protección para los contratos de crédito en moneda extranjera debido a los importantes riesgos que conlleva para el consumidor. Por lo tanto, los Estados miembros deben garantizar que el cliente tenga derecho a convertir el contrato de crédito a una moneda alternativa o que existan otras disposiciones que limiten el riesgo al que se expone el cliente en los préstamos en moneda extranjera.
- Conocimientos y competencia. La Directiva sobre créditos hipotecarios establece normas armonizadas en lo que respecta a los ámbitos de conocimiento y competencia que deben poseer los acreedores, los intermediarios de crédito y el personal de los representantes designados, a fin de lograr un alto nivel de profesionalidad. Además, la Directiva establece que los Estados miembros deben promover medidas para apoyar la educación de los clientes hipotecarios con el fin de aumentar su capacidad para tomar una decisión con conocimiento de causa.
- Legislación sobre publicidad de hipotecas. Los Estados miembros deberían incluir o mantener en su legislación nacional requisitos de divulgación en relación con la publicidad de las hipotecas residenciales. Estos requisitos garantizan la protección del cliente contra los anuncios injustos y engañosos. Deben establecerse disposiciones específicas relativas a la publicidad de los contratos de crédito para que los clientes puedan comparar las diferentes ofertas y evitar que se den una impresión errónea del producto.
- Evaluación de la solvencia de los clientes. Los Estados miembros deberían publicar orientaciones adicionales sobre los criterios y métodos para evaluar la solvencia de los clientes y se les alienta a que apliquen los principios para la correcta suscripción de hipotecas residenciales de la Junta de Estabilidad Financiera. Se considera esencial que la capacidad de los clientes para refinanciar el acuerdo de crédito se evalúe y verifique antes de la concertación del acuerdo de crédito. En la evaluación se deben tener en cuenta todos los factores pertinentes que puedan afectar a la capacidad de los clientes para reembolsar el préstamo. Se deben tener en cuenta los acontecimientos futuros que puedan afectar negativamente a esa capacidad. Además, la posibilidad de un aumento del valor de los bienes inmuebles residenciales no debe considerarse una condición suficiente para la concesión del crédito.
- Garantía de reembolso anticipado. Los Estados miembros deben garantizar a los clientes el derecho a un reembolso anticipado. La capacidad de los clientes de reembolsar la hipoteca antes de que expire el contrato de crédito hipotecario puede desempeñar un papel importante para que los clientes comparen las diferentes ofertas de crédito y aumente la competencia en el mercado crediticio interno. Además, el derecho a la amortización anticipada promueve la estabilidad financiera dentro de la Unión.

## Transposición en España en 2019

### Ley reguladora de los Contratos de Crédito Inmobiliarios 5/2019
La transposición de la Directiva sobre créditos hipotecarios de 2014/17 de 4 de mayo, que debía realizarse antes de marzo de 2016, se realizó en 2019, mediante La Ley reguladora de los Contratos de Crédito Inmobiliario (LCI) 5/2019 de 15 de marzo, publicada en el BOE el 16 de marzo. La tardanza de la transposición obligó a incluir la jurisprudencia del Tribunal de Justicia de la Unión Europea en materia de contratación de créditos con consumidores y en concreto el control de abusividad y transparencia de sus cláusulas recogiendo los principios del marco de la Directiva 93/13/CEE, del Consejo, de 5 de abril de 1993, sobre cláusulas abusivas en los contratos celebrados con consumidores.

## Directrices de la Autoridad Bancaria Europea (EBA) 2020
Las Directrices de  la Autoridad  Bancaria  Europea publicadas en 2020 recogen una serie de Directrices sobre concesión y seguimiento de los contratos de préstamos. El objetivo es mejorar las prácticas y mecanismos, procesos y procedimientos relacionados con la concesión de crédito, para garantizar que las entidades cuentan con enfoques sólidos y prudentes respecto a la asunción, gestión y seguimiento del riesgo de crédito, y que los nuevos préstamos que se conceden son de elevada calidad crediticia, a la vez que respetan y protegen los intereses de los consumidores. Por tanto, las Directrices responden tanto a objetivos de  supervisión prudencial como de supervisión de conducta.